# 松本光弘 (実業家)
松本 光弘（まつもと みつひろ、1947年11月8日 - ）は、日本の経営者。三井不動産レジデンシャル社長を務めた。東京都出身。

## 来歴・人物
1970年に慶應義塾大学商学部を卒業し、同年に三井不動産に入社した。1998年に取締役に就任し、2001年に執行役員、2004年に常務、2005年に専務を経て、2006年10月には三井不動産レジデンシャル社長に就任。2012年4月には会長に退いた。